# 由利あけみ

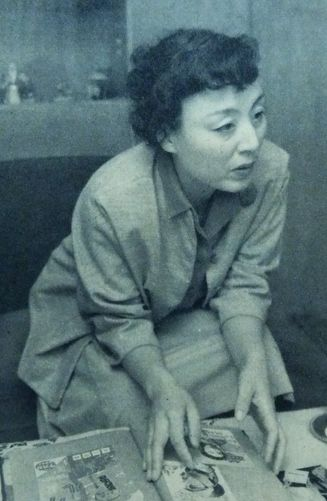
1956年

由利 あけみ（ゆり あけみ、1913年（大正2年）1月28日 - 2010年（平成22年）1月25日）は、昭和期の歌手、声楽家（メゾソプラノ、アルト歌手）。本名・窪谷梅子（旧姓・加藤）。

## 経歴
広島県出身。高等女学校卒業後、建築家を目指して日本女子大学に進むが、兄の勧めで東京音楽学校を受験して合格、同校卒業。卒業後は女学校の教師になるが、歌手に転向する。
1936年（昭和11年）デビュー。1937年（昭和12年）コロムビアレコードに入り「夜のセレナーデ」で歌謡界にデビュー。間もなく移籍したテイチク時代のヒット曲としては、「歌の慰問袋」、「黒いパイプ」などがある。
1939年（昭和14年）ビクターレコードに移籍。熱海のPR曲「熱海ブルース」のヒットによりエキゾチックな情感溢れる歌手として異彩を放った。じゃがたらお春を歌った「長崎物語」も合わせてヒット。同年には、藤原歌劇団の歌劇『カルメン』の主役も務める。
その他のヒットに「忘れえぬ瞳」「ルンバ東京」などがある。
その後、少なくとも1955年（昭和30年）頃までは活動していたが、大蔵省の官吏と結婚して引退。

## 主な舞台出演
- 『お蝶夫人』スズキ（1937年6月22-24日、日比谷公会堂）※三浦環主演[2]
- 『お蝶夫人』スズキ（1937年11月30日、日比谷公会堂）[3]
- 藤原歌劇団公演『カルメン』カルメン（1939年3月26・27日、4月28・29日、歌舞伎座）[4]
- 藤原歌劇団公演『リゴレット』マッダレーナ（1939年11月27日・12月27日、歌舞伎座）[5]
- 藤原歌劇団公演『カルメン』カルメン（1940年3月26・27日、大阪歌舞伎座、28日名古屋朝日会館）[6]

## NHK放送歌劇出演
- 1940年2月22日放送『アイーダ』アムネリス[7]